# ويلسون غونزاليس
ويلسون غونزاليس (بالألمانية: Wilson Gonzalez Ochsenknecht)‏ هو ممثل ألماني، ولد في 18 مارس 1990 في ألمانيا. من الجوائز التي نالها جائزة شتايغر ‏.

## جوائز
- جائزة شتايغر [الإنجليزية]‏

## وصلات خارجية
- ويلسون غونزاليس على موقع IMDb (الإنجليزية)
- ويلسون غونزاليس على موقع قاعدة بيانات الأفلام العربية
- ويلسون غونزاليس على موقع ألو سيني (الفرنسية)
- ويلسون غونزاليس على موقع ميوزك برينز (الإنجليزية)
- ويلسون غونزاليس على موقع أول موفي (الإنجليزية)
- ويلسون غونزاليس على موقع ديسكوغز (الإنجليزية)
- ويلسون غونزاليس على موقع قاعدة بيانات الفيلم (الإنجليزية)
- ويلسون غونزاليس على موقع كينوبويسك (الروسية)